# Vince Williams (cestista)
Vincent Terrill Williams jr., detto Vince (Toledo, 30 agosto 2000), è un cestista statunitense, professionista nella NBA con i Memphis Grizzlies.

## Carriera
Dopo aver trascorso la carriera universitaria con i VCU Rams, nel 2022 si dichiara per il Draft NBA, venendo chiamato con la quarantasettesima scelta dai Memphis Grizzlies, che lo firmano con un two-way contract.

## Statistiche

### NCAA
| Anno      | Squadra  | PG  | PT | MP   | TC%  | 3P%  | TL%  | RP  | AP  | PRP | SP  | PP   |
| --------- | -------- | --- | -- | ---- | ---- | ---- | ---- | --- | --- | --- | --- | ---- |
| 2018-2019 | VCU Rams | 33  | 0  | 15,4 | 45,9 | 24,0 | 68,8 | 3,3 | 1,0 | 1,0 | 0,4 | 4,9  |
| 2019-2020 | VCU Rams | 21  | 3  | 16,3 | 34,2 | 20,0 | 80,6 | 2,8 | 1,0 | 1,0 | 0,4 | 4,2  |
| 2020-2021 | VCU Rams | 26  | 22 | 28,8 | 41,4 | 41,3 | 79,3 | 5,2 | 2,2 | 1,0 | 0,2 | 10,6 |
| 2021-2022 | VCU Rams | 30  | 29 | 32,4 | 47,7 | 38,7 | 81,4 | 6,0 | 3,0 | 1,6 | 1,1 | 14,1 |
| Carriera  | Carriera | 110 | 54 | 23,4 | 44,0 | 36,7 | 77,3 | 4,4 | 1,9 | 1,2 | 0,5 | 8,6  |

#### Massimi in carriera
- Massimo di punti: 27 vs Wake Forest (19 marzo 2022)[5]
- Massimo di rimbalzi: 11 (2 volte)
- Massimo di assist: 8 (2 volte)
- Massimo di palle rubate: 5 vs Campbell (4 dicembre 2021)
- Massimo di stoppate: 2 (12 volte)
- Massimo di minuti giocati: 40 (2 volte)

### NBA

#### Regular Season
| Anno      | Squadra           | PG | PT | MP   | TC%  | 3P%  | TL%  | RP  | AP  | PRP | SP  | PP   |
| --------- | ----------------- | -- | -- | ---- | ---- | ---- | ---- | --- | --- | --- | --- | ---- |
| 2022-2023 | Memphis Grizzlies | 15 | 1  | 7,0  | 30,0 | 14,3 | 100  | 1,0 | 0,3 | 0,4 | 0,1 | 2,0  |
| 2023-2024 | Memphis Grizzlies | 52 | 33 | 27,6 | 44,6 | 37,8 | 80,0 | 5,6 | 3,4 | 0,9 | 0,7 | 10,0 |
| 2024-2025 | Memphis Grizzlies | 27 | 5  | 18,5 | 40,1 | 27,4 | 79,2 | 3,6 | 2,0 | 0,4 | 0,3 | 6,6  |
| Carriera  | Carriera          | 94 | 39 | 21,7 | 42,3 | 32,8 | 80,1 | 4,3 | 2,5 | 0,7 | 0,5 | 7,8  |

#### Playoffs
| Anno     | Squadra           | PG | PT | MP   | TC%  | 3P%  | TL% | RP  | AP  | PRP | SP  | PP  |
| -------- | ----------------- | -- | -- | ---- | ---- | ---- | --- | --- | --- | --- | --- | --- |
| 2025     | Memphis Grizzlies | 3  | 0  | 12,7 | 57,1 | 57,1 | 100 | 2,3 | 1,3 | 0,7 | 0,3 | 4,7 |
| Carriera | Carriera          | 3  | 0  | 12,7 | 57,1 | 57,1 | 100 | 2,3 | 1,3 | 0,7 | 0,3 | 4,7 |

#### Massimi in carriera
- Massimo di punti: 25 vs Miami Heat (24 gennaio 2024)[6]
- Massimo di rimbalzi: 12 vs Milwaukee Bucks (15 febbraio 2024)
- Massimo di assist: 9 (2 volte)
- Massimo di palle rubate: 3 (5 volte)
- Massimo di stoppate: 3 (3 volte)
- Massimo di minuti giocati: 48 vs Oklahoma City Thunder (9 aprile 2023)

### NBA G-League
| Anno      | Squadra        | PG | PT | MP   | TC%  | 3P%  | TL%  | RP  | AP  | PRP | SP  | PP   |
| --------- | -------------- | -- | -- | ---- | ---- | ---- | ---- | --- | --- | --- | --- | ---- |
| 2022-2023 | Memphis Hustle | 15 | 15 | 30,5 | 54,2 | 32,1 | 83,3 | 6,9 | 1,6 | 1,3 | 0,7 | 16,7 |
| 2023-2024 | Memphis Hustle | 1  | 1  | 30,9 | 50,0 | 50,0 | 50,0 | 5,0 | 4,0 | 1,0 | 0,0 | 15,0 |
| Carriera  | Carriera       | 16 | 16 | 30,5 | 53,9 | 33,3 | 81,8 | 6,8 | 1,8 | 1,3 | 0,6 | 16,6 |